# Elasmothemis williamsoni
Elasmothemis williamsoni – gatunek ważki z rodziny ważkowatych (Libellulidae).